# Palutrus reticularis
Palutrus reticularis is een straalvinnige vissensoort uit de familie van grondels (Gobiidae). De wetenschappelijke naam van de soort is voor het eerst geldig gepubliceerd in 1959 door Smith.